# Ray Sawyer
Ray Sawyer (Chickasaw, 1 februari 1937 – Daytona Beach, 31 december 2018) was een Amerikaanse zanger. Hij was een van de voormannen van de band Dr. Hook & The Medicine Show.

## Carrière
Met zijn cowboyhoed en oogklep karakteriseerde hij het imago van Dr. Hook. Op 17-jarige leeftijd begon hij professioneel drums te bespelen. Tijdens een vistrip in 1967 verloor Sawyer zijn rechteroog bij een auto-ongeluk. Een heel jaar was Sawyer afhankelijk van een rolstoel; na zijn genezing verhuisde hij naar Los Angeles. 
Samen met George Cummings en Billy Francis speelde hij in de band The Chocolate Papers. Nadat deze band uit elkaar was gegaan, nam Cummings het initiatief voor een nieuwe band. Sawyer en Francis sloten zich bij hem aan en als bassist werd Dennis Locorriere aangetrokken. Als bandnaam werd Dr. Hook & The Medicine Show gekozen, vanaf 1975 ingekort tot Dr. Hook. Locorriere zong de meeste nummers en Sawyer deed achtergrondzang en soms percussie. Op de single The Cover of "Rolling Stone" uit 1972 nam Sawyer de leadzang op zich. In de videoclip van Baby Makes Her Blue Jeans Talk uit 1982 waren Sawyer en Locorriere samen te zien als zangers.
In 1983 stapte Sawyer uit Dr. Hook. De band ging nog een paar jaar door en werd in 1985 ontbonden. Ray Sawyer begon een solocarrière als countryzanger en -songwriter. Hiermee had Sawyer aanmerkelijk minder successen, maar hij zette toch door. Van 1988 tot 2015 toerde hij als Dr. Hook featuring Ray Sawyer door de Verenigde Staten.

## Overlijden
Sawyer overleed, na een kort ziekbed, op Oudejaarsdag 2018 op 81-jarige leeftijd.

## Discografie

### Singles
- 1962: You Gave Me The Right / I'm Gonna Leave
- 1976: Daddy's Little Girl / I Need The High
- 1976: Love Ain't The Question (Love Ain't The Answer) / Walls And Doors
- 1977: I Need The High (But I Can't Stand The Taste) / Walls And Doors
- 1978: The Dancing Fool / Rhythm Guitar (In A Rockability Band)
- 1979: I Don't Feel Much Like Smilin' / Drinking Wine Alone
- 1985: I'm Ready (To Fall In Love Again) / 69 Years (Of Uninterrupted Love)

### Promosingles
- 1977: Red-Winged Blackbird
- 1979: I Want Johnny's Job

### Studioalbum
- 1976: Ray Sawyer

- Bibliothèque nationale de France: cb138953105 (data)
- Gemeinsame Normdatei: 1174684739
- International Standard Name Identifier: 0000 0003 7904 7954
- Library of Congress Control Number: n92087054
- MusicBrainz: 7b1c7bf0-a304-4780-89a5-f0187619d989
- Virtual International Authority File: 256758682
- WorldCat: E39PBJq6XwjMJKk3wg47fJVgrq